# San Cristóbal (distrito de Lucanas)
San Cristóbal é um distrito do Peru, departamento de Ayacucho, localizada na província de Lucanas.

## Transporte
O distrito de San Cristóbal é servido pela seguinte rodovia:
- AY-114, que liga a cidade de Lucanas ao distrito de San Pedro [1][2][3]